# Фундуклеївська жіноча гімназія

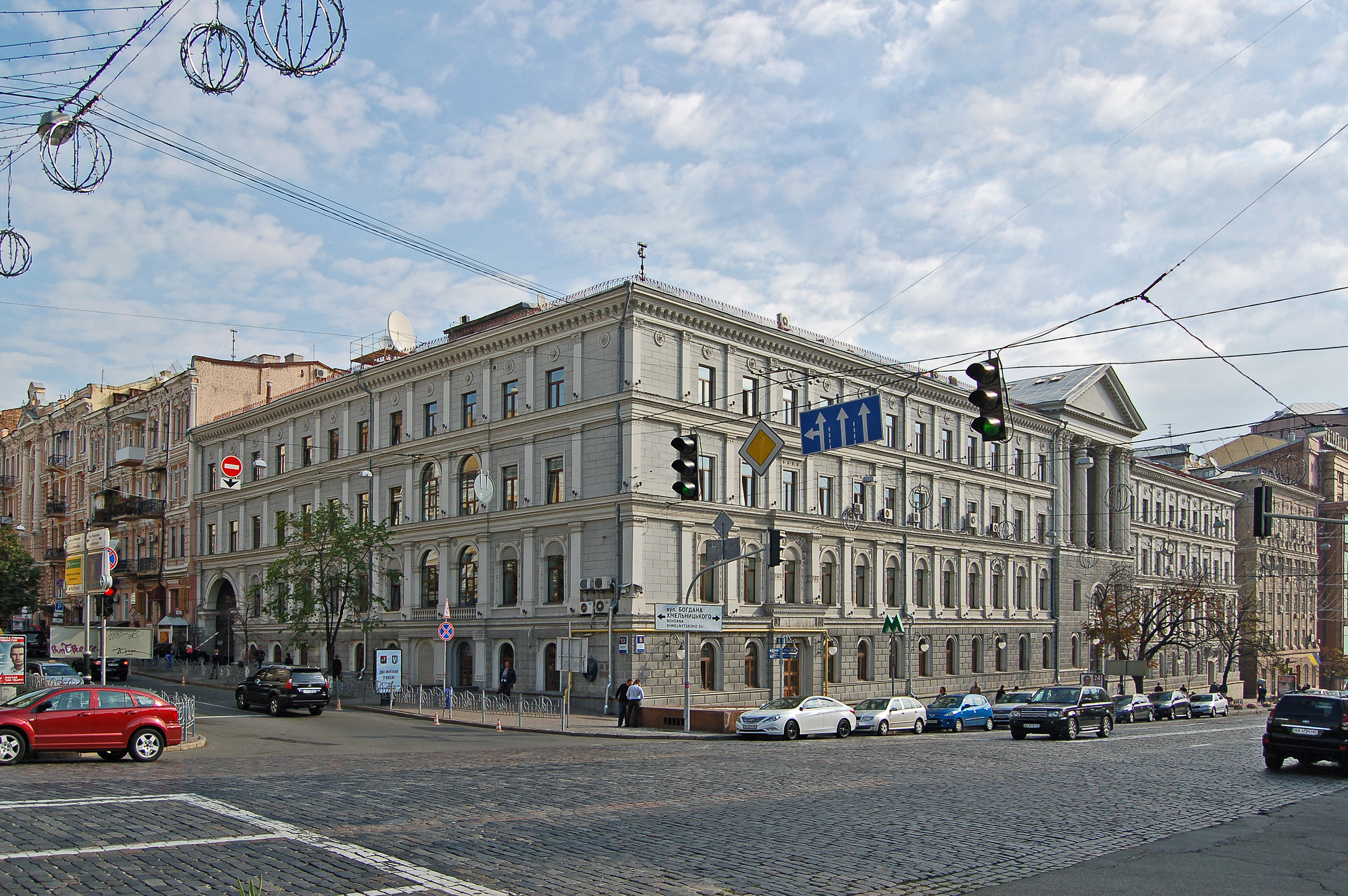
Фундуклеївська жіноча гімназія

Фундуклеївська жіноча гімназія, Києво-Фундуклеївська гімназія — середній загальноосвітній заклад, заснований 1860 року в Києві. Перша в Києві жіноча гімназія.

## Історія
Фундуклеївська жіноча гімназія була заснована 1860 року. Ініціатором та головним організатором створення першої жіночої гімназії був колишній київський губернатор, відомий меценат Іван Фундуклей, який не лише пожертвував на користь гімназії власну садибу, але й виділив з власних статків щорічні кошти на її утримання. На подяку за пожертву іменем мецената була названа як сама гімназія, так і вулиця, на якій вона розташовувалася (зараз вулиця Богдана Хмельницького).
Урочисте відкриття навчального закладу відбулося 7 січня 1860 році. Посаду директора гімназії посів ад'юнкт-професор університету св. Володимира Андрій Іванович Линниченко.
До навчання приймалися дівчатка у віці від 9 до 13 років. Повний курс становив шість років. Для неписьменних дівчаток був підготовчий клас. У гімназії викладалися Закон Божий, російська словесність, історія, географія, природознавство, арифметика, французька, німецька та польська мови, малювання, рукоділля, музика, спів і танці. Спочатку тут навчалося 40 дівчат та серед них — дочка генерал-губернатора Васильчикова, яку він віддав до гімназії, щоб показати приклад. До кінця першого навчального року було вже 75 вихованок, а 1866 року — 525 учениць.
Викладали професори Київського університету. Викладачами гімназії були Микола Василенко (історія), Володимир Науменко (словесність), Олександр Кошиць (музика і спів), Іван Стешенко (словесність), Назарій Фаворов (Закон божий), Єлисей Трегубов, Густав Шпет, Василь Сербулов.
Архітектором Фундуклеївської жіночої гімназії у 1880—1889 роках був Олександр-Петро-Адріан Шіле. У 1896—1897 роках архітектором гімназії був Іполит Володимирович Ніколаєв.
Навчання у Фундуклеївській гімназії було платне. Річна плата сягала 25 карбованців на рік. Завдяки заможним підприємцям, що були почесними опікунами гімназії, дівчата з незаможних родин мали можливість навчатися безкоштовно. Серед почесних опікунів були такі відомі особистості, як Лазар Бродський, Мойсей Гальперін, Лев Гінзбург, Михайло Дегтерьов, Давид Марголін, Микола Терещенко.
Гімназія мала також своєрідну філію — Подільську жіночу гімназію, засновану 1872 року, яка знаходилася на Подолі за адресою вулиця Покровська, 4.
Гімназія проіснувала до встановлення в Києві радянської влади. У 1920-х роках в будинку гімназії знаходився сільськогосподарський музей (1924-1925), трудова школа № 54 (1928-1930), інститут зовнішніх відносин, Перша хімічна профшкола, курси стенографії, бухгалтерії і машинопису. Під час Другої світової війни будинок був зруйнований сильною пожежею, після якої від споруди лишились тільки стіни, в значній мірі деформовані. У 1948-1950 роках, на місці зруйнованої будівлі гімназії, з використанням вцілілих фрагментів конструкцій старої споруди було відбудовано новий будинок, з надбудовою двох поверхів та прибудовою чотириповерхового об'єму з боку вулиці Пушкінська.
Будівля що розташована на місці колишньої гімназії знаходиться за адресою: вулиця Богдана Хмельницького, 6.  Зараз у ній розташований головний осідок компанії «Нафтогаз України».

## Відомі випускниці
У Фундуклеївській гімназії навчалося багато видатних особистостей. З випускниць, співачок Марію Донець-Тессеєр та Надію Забілу-Врубель, історикиню Наталю Полонську-Василенко, одну із засновниць жіночого руху в Україні Софію Русову, педагогиню Ольгу Беатер, акторку Олену Голіцинську. Незвичайна доля випускниці гімназії Катерини Десницької, яка стала дружиною принца Сіаму (Таїланду).
У 1910 році, коли відзначали 50-річчя навчального закладу, було підраховано, що загальна кількість гімназисток-фундуклеєвок за цей період досягла 33 тисячі.